# Церква святого архістратига Михаїла (Космирин)
Церква святого архістратига Михаїла в Космирині — парафія і храм греко-католицької громади Золотопотіцького деканату Бучацької єпархії Української греко-католицької церкви в селі Космирин Чортківського району Тернопільської области.

## Історія церкви
Храм святого Архистратига Михаїла, що належав УГКЦ до 1946 року, був збудований у 1886 році і перебудований у 1893-му.
До 1946 року парафія належала до УГКЦ. З 1946 по 1986 рік храм не діяв, його використовували як колгоспний склад. У 1986—1990 роках церква належала РПЦ, а в 1990-х — УАПЦ. Сьогодні вона перебуває у власності громади ПЦУ. Греко-католицька громада, яка знову утворилася у 1991 році, досі проводить богослужіння у приватному будинку парафіянки Наталії Лопушняк.
18 вересня 2011 року з благословення владики Бучацької єпархії Димитрія Григорака Золотопотіцький декан отець Ігор Вовк, разом зі священниками деканату, освятив наріжний камінь для нового храму. Того ж місяця заклали фундамент і звели стіни майбутньої церкви Святого Архистратига Михаїла.

## Парохи
- о. Калужняцький,
- о. Гаванький,
- о. Антон Федик,
- о. Дмитро Шувар,
- о. Володимир Гнилиця,
- о. Володимир Зависляк,
- о. Михайло Леньковський (з 2010).